# Luís Migliano
Dr. Luiz Migliano, filho de Felisberto e Assumpta Migliano,  nasceu na Rua Mazzini no Bairro do Cambucí. Faleceu aos 88 anos. (São Paulo, *24 de maio de 1889 — +7 de junho de 1977). Foi um médico brasileiro, paulista e paulistano. Em 1914 casou-se com Ursulina Martins Ferreira. Teve 4 filhos; Mário (22/08/1915 - farmacêutico), Luiz (30/11/1916 - médico), Carlos (27/04/1919 - dentista) e Max Ferreira Migliano (15/07/1920 - veterinário), todos já falecidos.
Em 1906, aos 17 anos, formou-se Professor Primário pela "Escola Normal da Praça da República" depois "Instituto Educacional Caetano de Campos".
De 1908 a 1913 cursou a Faculdade de Medicina do Rio de Janeiro. Obteve o Grau de Doutor em 1913 com a tese "Os Toxoplasmas". 
Trabalhou no Laboratório do Hospital São Joaquim da Real e Benemérita Sociedade Portuguesa de Beneficência de São Paulo (1909 a 1912), no Hospital Umberto I (1914 a 1918). Foi diretor do Hospital de Caridade do Brás (1918 a 1920). 

Na vida acadêmica, foi assistente da Cátedra de Fisiologia Geral (1914 a 1915) e de Clínica Propedêutica (1914 a 1917) da Faculdade de Medicina da Universidade Livre de São Paulo.  É considerado o Decano dos Patologistas Clínicos de São Paulo.

Em 1943, o "Laboratório de Análises Dr. Luiz Migliano" muda para sede própria, na Rua da Glória, 170 - Bairro da Liberdade, onde trabalhou até 1977. Exerceu a medicina por 64 anos, num trabalho dedicado e sem esmorecimento, atuando com honestidade e dignidade. Inscreveu-se no CRM de São Paulo em 01/03/1957 recebendo o número 1022. 
Faleceu em São Paulo, aos 88 anos, no dia 02 de Junho de 1977, quinze dias após ter sido submetido a uma intervenção cirúrgica na "Casa de Saúde Santa Rita".  
- 1943 - desenvolveu uma reação para o diagnóstico precoce da Sífilis. A chamada "Avário Reação de Migliano", foi patenteada sob o número 40.510, em 1952.
Esta descoberta lhe rendeu prêmios e reconhecimentos, como:
- 1951 - Honra ao Mérito, Medalha de Ouro "ESSO" - Standard Oil Company of Brazil
- 1963 - Medalha pelos 50 anos de formatura em Medicina.
- 1966 - 1º Lugar "Inventos da Atualidade" do SEDAI (Serviço Estadual de Assistência aos Inventores)
- 1969 - Medalha "Valor Cívico" Prêmio Governo do Estado, (Decreto 49.888 de 1968), aos 80 anos, outorgada pelo Governador Roberto Costa de Abreu Sodré.
- 1969 - Homenagem da Sociedade Médica São Lucas. 
Recebeu diversas medalhas comemorativas e homenagens, destacando-se:
- 1962 - Medalha "MMDC", da Sociedade Veteranos de 32, no trigésimo aniversário da Revolução Constitucionalista.
- 1965 - Medalha comemorativa do "1º Centenário do Nascimento de Vital Brazil".
- 1969 - Medalha de "Defesa da Constituição" - Assembléia Legislativa do Estado de São Paulo.
- 1978 - Homenageado pelo Decreto nº 15.025 (14/04/78), que dá seu nome a uma importante rua de São Paulo/Capital, no bairro Jardim
Vazani (região da Vila Andrade/Morumbi). A Rua Dr. Luiz Migliano.
- 1981 - É o Patrono da Cadeira nº 65 da AMSP (Academia de Medicina de São Paulo).
1. ↑  Dr. Luiz Migliano - M.F.Migliano 1980
2. ↑  Prógonos da Academia de Medicina de São Paulo - H. Begliomini -2014